# イクバル・マシー
イクバル・マシー（ウルドゥー語: اقبال مسیح, 英語: Iqbal Masih, 1982年 - 1995年4月16日)は、パキスタンのパンジャーブ州出身の少年活動家。4歳のときから奴隷同然の過酷な労働を強いられ、10歳のときに人権団体の助力により自由の身となり、児童労働問題について世界中に訴えた。12歳で殺害されるが、その後も児童労働防止運動の象徴的な存在となり、彼の遺志を継いだ多くの人々が児童労働防止のために活動しており、国際NGOフリー・ザ・チルドレンの発足のきっかけともなった。

## 経歴

### 労働の日々
1982年、パキスタン北東部のパンジャーブ州ムリドゥケ村の貧しい家庭に生まれた。父は薬物中毒のために、まともな職に就くことができなかったともいわれ、母が掃除の仕事でかろうじて家計を支えていた。4歳のとき、父親がイクバルの兄の婚礼のため、近所の絨毯工場から600ルピーの借金をした。当時のパキスタンでは、貧困に喘ぐ家庭の借金返済のために子供が強制的な労働を強いられる「債務労働」と呼ばれる児童労働が一般的であり、イクバルも例外なく、1986年、4歳にして絨毯工場での労働者となった。
契約上は1週間に6日、1日12時間の労働であった。大型の織機と狭い職場とで不自然な姿勢での労働を強いられ、絨毯に群がる虫を避けるために部屋は閉め切られて非常に暑く、絨毯の糸くずが空中に散乱して頻繁に咳き込むなど、環境は劣悪だった。共に働く子供たちの中には、常に絨毯の毛糸に触れるため、疥癬や皮膚の潰瘍に苦しむ子供が多く、悪い姿勢での労働の末に関節炎や手根管症候群を患う子供もいた。イクバルもまた、織機のそばで不自然な姿勢での労働を何年も続けたことで、少年期の成長を阻害されることとなった。長い休みを得ることもできなかったため、病気になっても休みは許されず、休みを乞うたために逆に仕置きを受け、さらに病気を悪化させる子供もいた。
休憩は1日30分、食事もわずかの米と豆、まれに少量の野菜が加えられる程度で、これも少年期のイクバルの成長を阻害する一因となった。このわずかの食費や、さらに仕事を覚えるための研修費用や仕事道具の費用までもが借金に上乗せされていた。仕事上に道具で傷を負ったときには、痛みも構わず、マッチの粉をつめて火をつけられて傷口を塞がれたり、熱い油で止血されたりした。これは傷の手当よりむしろ、絨毯が血で汚れることを防ぐためだった。仕事を終えて夜に帰宅する頃には、疲労のあまり遊ぶ気力も消え失せていた。
工場に絨毯の注文が大量に舞い込んだ際は、契約外の労働で徹夜となる日もあった。理不尽な労働にイクバルが抗えば、殴りつけられたり、天井から逆さ吊りにされるなどの体罰を与えられた。雇い主の目を盗んで脱走して警察に駆け込むこともあったが、逆に警察によって工場へ連れ戻される始末で、脱走の罰金を科せられた。挙句には脱走しないよう、織機に鎖で繋がれるようになった。仕事上でのミスもまた、体罰や罰金の対象となった。
さらにイクバルの家が追加で借金をしていたため、相次ぐ罰金と借金により、当初600ルピーだった借金は、最終的に13000ルピーにまで膨れ上がっていた。このままでは、イクバルは一生終わりの見えない奴隷同前の生活を送るしかないものと思われていた。

### 自由の身へ
1990年代、世界各国で人権団体が運動している中、パキスタンでは債務労働解放戦線（Bonded Labour Liberation Front。以下、BLLFと略）という民間組織が児童労働防止のために活発に活動しており、一定の評価を得ていた。BLLFの活躍により、パキスタンの最高裁判所では債務労働制度の廃止が宣言され、1992年には債務労働廃止法案がパキスタンの議会を通過した。これは、債務労働者の家の負った借金が帳消しになることを意味していた。
イクバルの雇い主はBLLFを危険視し、労働者である子供たちにBLLFに接触しないよう忠告していたが、イクバルは1992年2月、工場を脱走してBLLFの集会に参加した。脱走防止のために鎖で繋がれていたにもかかわらず、過酷な労働で腕が痩せ細っていたため、腕を縛る手錠から腕が抜け、皮肉にも脱走の成功に繋がった。この集会で初めてイクバルは、すでに法律上で債務労働制度が禁止され、自分の家の背負った借金が帳消しになっていたにもかかわらず、自分が工場で労働を強いられていたことを知った。
これが契機となり、イクバルはBLLFの弁護士を通じ、自分の身が自由であることを明かす証明書を入手。絨毯工場で働いていた多くの同胞の子供たちと共に、工場を去った。こうしてイクバルは6年間の債務労働から解放され、10歳にして自由の身となった。

### 児童労働禁止活動
イクバルはBLLF代表イーシャーン・ウラー・カーンの手配により、パキスタン北部の都市ラホールに移住し、BLLFによって作られた学校であるフリーダム・キャンパスに通学し始めた。
田舎村から古都へ移ったことで、彼の環境は大きく変化した。勉学に励んでめざましく知識を広げ、学校のまとめ役にして代表的な生徒となった。アメリカの歴史についての知識も得たようで、エイブラハム・リンカーンのようにパキスタンの子供たちを奴隷同前の労働から解放したいとも語っていた。イクバルの学習は早く、4年分の勉強を2年間で終わらせることができた。
学業の傍らでイクバルは、BLLFのボランティア活動やデモ活動にも参加。子供たちを自由へ導くため、子供の働いている絨毯工場を訪れ、共に自由になることを呼びかけた。この活動には世界中のジャーナリストや労働運動の指導者、人権問題の活動家たちが注目し、BLLFを訪れてイクバルの話に耳を傾けた。労働を強いられていた間のイクバルは学校へ通わず、ラホールに来るまで読み書きがまったくできなかったが、イクバルの演説はそれをまったく感じさせないほど優れたもので、力強さと情熱にあふれ、児童労働の内容は実体験だけあって迫力に満ちていた。大勢の大人を前にした演説でも、怖気づくことはなかった。
1994年春にはノルウェーのオスロでスウェーデン産業組合の記者会見に出席し、児童労働禁止について語った。イクバルは子供の自由を力強く訴え、聴衆は水を打ったような静けさで聞き入った。イクバルの「僕たちは自由だ!」の声に聴衆は総立ちとなり、イクバルの「僕たちは」の声に聴衆は「自由だ!」と叫び返した。
1994年11月、イクバルはカーンに連れられて、スウェーデンで開かれた国際労働機関の会議を訪れ、労働体験について語り、会議参加者たちに感銘を与えた。同国滞在中には、同国のフレドリックスダールスコーラン学校の生徒との交流が行われた。ドキュメンタリー映画にも出演して、絨毯産業で子供たちが受けている虐待について語った。
イクバルはこうした活躍により、パキスタンの自由の象徴として、次第に国際的なヒーローとなっていった。一方で、労働する子供たちを抱える絨毯業界にとっては、イクバルは危険な存在といえ、中傷に加え、殺害をほのめかす脅迫もあった。

### 渡米
人権活動を支援するリーボック人権財団は、1993年の世界人権会議でBLLF代表カーンのセミナーに参加してイクバルのことを知り、以来、イクバルの活躍に注目を続けていた。BLLFを訪れたジャーナリストや人権活動家たちの推薦もあり、1994年、人権運動に多大に貢献する若者を対象とした「リーボック人権賞」をイクバルに贈ることが決定された。この賞は長年にわたって活動した人物が受賞してきたもので、過去の受賞者たちに比べてイクバルは若すぎたため、新たに「行動する若者賞(Youth In Action)」が制定された。同年12月、イクバルは授賞式出席のため、式の行われるアメリカを訪れた。幼いイクバルがアメリカの環境に慣れるようにとの周囲の配慮から、イクバルは他の受賞者たちよりも1週間早く到着した。
イクバルは授賞式の前に、アメリカの子供たちとの交流のため、マサチューセッツ州クインシーにあるブロード・メドウズ中学校を訪問した。生徒たちはイクバルを歓迎すると共に、児童労働についての話に深く聞き入って強い影響を受け、労働を強いられている子供たちを解放するために一緒に戦うことを誓った（後述）。生徒たちはイクバルに出逢う前に、児童労働を訴えた小説『オリバー・ツイスト』を読んでおり、生徒たちにとってイクバルは現代のオリバーであった。
後日、同ブロード・メドウズ校の生徒たちはイクバルの訪問に刺激を受けたことで、近隣の住民たちに依頼し、児童労働に反対する手紙を656通書いてもらった。これらはパキスタンのベーナズィール・ブットー首相やアメリカのビル・クリントン大統領、上院議員や州議会議員、国際連合、地元の絨毯産業に宛てる予定のもので、授賞式の前にイクバルに渡された。イクバルは自分が皆の心を動かしたこと、皆が自分と共に戦ってくれることに、非常に感動していた。
その後も、奴隷同前の生活を送っていた少年として、イクバルの存在は多くのメディアの注目するところとなり、新聞記者、ラジオ番組の司会者、テレビのニュースキャスターなどが大勢、イクバルのもとへ詰めかけた。
このアメリカ滞在中での健康診断では、イクバルは長年の栄養失調と不自然な姿勢での労働を強いられたことによる「心理社会性小人症」と診断されており、アメリカでイクバルの行動に同行したリーボック財団のスタッフは後に、イクバルは6歳くらいにしか見えなかったと語っている。このためにリーボック財団では、発育を促進するために1年分のホルモン剤を提供する準備を進めた。
授賞式前夜に授賞者たちが招かれたディナーにおいては、出席者の1人であるブランダイス大学の学長から、イクバルが18歳になって審査に合格したら奨学金を出すことが発表された。

### 受賞
そしてノースイースタン大学で行われた、リーボック人権賞の授賞式で、イクバルはアメリカの俳優ブレア・アンダーウッドから、以下の賛美の言葉のもとに紹介された。
小柄ながら満ち溢れるイクバルの存在感を前に、場内には割れんばかりの拍手が巻き起こった。壇上でのスピーチにおいてイクバルは、国際賞の受賞者、市民団体の代表、ロックスター、映画スター、政治家といった大勢の聴衆を前にして、自分の経験した児童労働の過酷さを強く訴え、子供たちの債務労働で作られた絨毯がこのアメリカで売られていることの悲しさを語った。そして自分が絨毯作りに使っていた工具を示し、子供たちは工具ではなくペンを持つべきであること、すなわち労働よりも教育が大切であると主張した。最後に、児童労働から解放された子供たちの合言葉として「ぼくたちは自由だ!」の言葉で演説を締めくくり、2千人もの聴衆がその合言葉に応えた。
授賞式の翌日、アメリカ3大テレビネットワークの一つであるアメリカン・ブロードキャスティング・カンパニーのテレビ番組『ABCニュース』で、イクバルは「今週の人」に選ばれ、インタビューを受けた。国際連合では、国連人権高等弁務官がイクバルを「パキスタンにおける現在の奴隷労働に対する戦いの勝利者であり、世界中の何百万人の子どもたちに影響を与えた」と讃えた。
アメリカ滞在を終えてパキスタンのラホールに戻ったイクバルは、世界中からの評価を受けたことで自信を得、さらに勉学と児童労働の解放に励んだ。アメリカでの受賞によってイクバルは世界的に名前が知られることとなり、さらなる活躍と将来が期待されていた。BLLFによれば、イクバルの活躍によって労働から解放された子供たちの数は、数千人にまで上っていた。
その一方、前述のようにイクバルを危険視する者たちからの脅迫は、受賞後にさらに増えることとなったが、イクバルはそれに屈することなく活動し続けた。世界的に有名になったイクバルが危害を加えられること、まして子供であるイクバルが大人から危害を加えられることは考えにくいことと思われていた。イクバル自身もまた、すでに絨毯業界を恐れてはおらず、逆に業界の方が、雇用主にも優る力を得た自分を恐れていると考えて、「もう工場主なんてこわくない。今では向こうがぼくのことをこわがっているんだから」と周囲に語っていた。

### 殺害
1995年4月16日。イクバルは復活祭を家族と共に過ごすため、パキスタンの故郷の町へ帰って家族に会った。前述のように小人症と診断されていたイクバルは、成長促進の薬剤を定期的に服用する必要があったため、同日の内に家を発った。夕方、ラホールに帰る前に親戚の家を訪ね、従兄弟たちといたところを、そこの畑にいた小作人に銃で撃たれ、即死した。12歳没。
翌日に執り行われたイクバルの葬儀には、急な知らせにもかかわらず800人が参列した。その中には国際的なジャーナリストの姿もあり、イクバルは児童労働防止運動の犠牲者と見なされた。
当時のパキスタン首相であるベーナズィール・ブットーは、不法な児童労働の防止のために活動することを誓い、イクバルの家族への特別手当の支払いを命じた。ただし、ブットー政権の後の行動は限られたものであり、手当が支払われることもなかった。
国際連合人権委員会の開会式では、イクバルと、子供たちを中心とする現代の奴隷労働の被害者たちに向け、黙祷が捧げられた。国際産業別組織である国際商業事務専門職技術労連では、1995年7月にオーストリアで開催された第23回世界大会でも、児童労働に反対するキャンペーンの審議に先立って、イクバルの追悼のために、1分間の黙祷がささげられた。
没後のイクバルは、故郷のムリドゥケ村の共同墓地で、墓石も墓碑名も無い土山に埋葬されている。

## 没後

### 死の真相
BLLFのカーン代表は記者会見において、イクバルは絨毯マフィアの標的になったとの見解を示しており、新聞報道上では「真犯人は工場閉鎖を恨む工場の経営関係者」と語った。死の数日後のアメリカの新聞報道でも、絨毯工場員の犯行の可能性が示唆された。
こうした見解に対して、警察では絨毯業界の関連を否定し、イクバルの死は行きずりのものと政府で結論づけられた。しかしリーボック人権財団は、イクバルの検死の報告書には、傷の位置や犯行に関する供述があったものの、殺害の理由や方法を結論付けるのに十分なデータとは言えないと見て、検視結果の検証のために法医学専門家たちを派遣した。その結果として「検死報告と警察の報告には多くの疑問が残る」と結論付けられ、50を越える政府や人権団体が警察の捜査を非難した。
パキスタン人権委員会は、警察とは別に独自の調査を行なった。イクバルを撃った小作人アシュラフは、イクバルとは初対面であり、自分は絨毯業界とは無関係だと語った。同委員会によれば、アシュラフはマリファナを吸って気分が高揚していたところ、そこへ通りかかったイクバルたちがアシュラフのことをあれこれ言い始めたため、銃を取って撃ったところ、イクバルに命中してしまったのだといい、イクバルの死に絨毯業界は関与しておらず、あくまでアシュラフ単独の犯行によるものと結論づけられた。この調査には、以前によりパキスタン人権委員会はBLLFと非友好的だったという事情が背景にあった。
また、イクバルの生まれたマシー家の祖先は、パキスタンがインドから独立する際に、ヒンドゥー教のカースト制度の最下層民から抜け出すためにキリスト教徒になったという事情があり、イスラム教が中心のパキスタンではキリスト教徒は少なく、宗教的な緊張がイクバル殺害の要因だとする説も唱えられた。
アメリカでイクバルが訪れたブロード・メドウズ中学校では、春休みにもかかわらず多くの生徒が、わずか1日逢っただけのイクバルのために学校に集まり、イクバルの死を明らかにするための嘆願書の署名活動を街中で行ない、人権擁護を目的とした非政府組織であるアムネスティ・インターナショナルへ嘆願書が送られた。
後述するカナダの活動家クレイグ・キールバーガーが1995年にパキスタンへ渡って調査した際には、パキスタン人権委員会は、イクバルの死は不幸な事故だと説明し、死の当時にイクバルと共にいた従兄弟も警察に対して同様の証言をしたと語った。またカーンが絨毯マフィアの犯行だとの主張を続けている理由を、人権委員会は、カーンは最初にその立場を取った以上、後からその主張を覆しては都合が悪いこと、または児童労働反対者であるカーンは政府から危険視されており、絨毯マフィア説は政府の主張と逆のため、カーンにとっては都合が良いと説明した。またキールバーガーがイクバルの母に直接取材したところによれば、母は、イクバルの父は麻薬中毒であり、金を握らされて警察や絨毯工場と結託し、カーンとBLLFに敵対する側に回ったと語っている。
また、イクバルが銃撃される直前、彼の訪ねる予定だった親戚の人物が、イクバルは自転車に乗っており、同行していた従兄弟の1人がペダルをこぎ、もう1人は荷台に乗っており、イクバルは自転車の前のハンドルに腰かけていたと証言した。つまりイクバルの背後に従兄弟2人がおり、しかも従兄弟たちはイクバルより大柄であることにも拘らず、イクバルが撃たれた場所は背中である。このことからキールバーガーは、従兄弟たちの陰に隠れる状態だったはずのイクバルが、背中を撃たれたことを疑問視している。イクバルたちが乗っていた自転車は証拠品の1つといえるが、警察ではこの自転車は押収されていない。
その後、当事者たちの供述やイクバルの死を巡る情報は何度も変化し、様々な情報が入り乱れる中、BLLFでは依然として、イクバルの死は絨毯業界によって引き起こされたものと信じられた。児童労働反対運動者たちの多くが、イクバルの死と絨毯業界を無関係だとする主張を、絨毯業界を守るための捏造だと信じている。
多くのメディアがその後もイクバルの死について新たな申立てや説明を行っているが、真相は依然として謎に包まれたままである。

### 絨毯業界への影響
イクバルはアメリカやスウェーデンを訪れた際、子供の作った絨毯を業者が売ることのないよう、そして消費者が買うことのないよう語っており、両国は子供の強制労働の禁止をパキスタン政府に強く訴えた。やがてイクバルの訴えに応じてパキスタン製絨毯の不買運動がおこり、絨毯工場の経営者や事業主は大きな損を被った。授賞式を終えたイクバルがラホールに戻った頃には、十数件の絨毯工場が閉鎖に追い込まれる結果となっていた。このことから、イクバルの死は児童労働解放によって大損を被った違法者の報復と考える人々も多い。
イクバルの死後、BLLFのカーン代表はイクバルの最後の言葉の代弁として、子供たちが作った絨毯を輸入業者や消費者が買うことのないよう、国際連合人権委員会に申し立てた。これを受け、欧米諸国では絨毯も注文のキャンセルが相次ぎ、その額は日本円にして何億円単位にも上った。絨毯メーカーではこの損害を恐れ、BLLFとカーン代表がイクバルの死を利用して国の利益に害をもたらしているとの主張もあった。
こうした不買運動への対処として1995年7月には、少年労働の不使用を証明するラベルを政府が発行し、このラベル付き絨毯のみ輸出を認める規制策が発表された。しかしインドの社会福祉活動家であるニーラ・ブッラは、こうした改善の動きについて一応の評価をしながらも、「ラベルの件は経営者がいやいや応じたもので、取り締まる官僚次第で汚職の巣窟にもなり得る」と懸念している。

### 遺志を継いだ子供たち
イクバルが埋葬された際に、同様に児童労働を強いられていた少女が、イクバルの墓のそばで「イクバルが死んだ日、千人のイクバルが誕生したわ」と語ったという。その言葉の通り、イクバルの遺志は多くの同年代の子供たちに受け継がれている。
イクバルの葬儀の後、ラホールでは子供たちを中心とした3千人以上もの人々によるデモ活動が行われ、亡きイクバルのために、児童労働を終わらせることを訴えた。
先述の国際商業事務専門職技術労連の第23回世界大会では、にスイスのジュネーブのインターナショナルスクールの子供たちにより、イクバルの生涯と死に至るまでの劇が上演された。
イクバルが生前に訪れていたスウェーデンでは、パキスタンのベーナズィール・ブットー首相が同国の首都ストックホルムを訪問した際、パキスタン大使館の前に職員たちが驚くほどの小学生たちが集まり、児童労働に抗議し、輸出品が子供たちによって作られたものでないことを証明してほしいと訴えた。またイクバルが同国で交流したフレドリックスダールスコーラン学校では、彼の死後も生徒たちが「プロジェクト・パキスタン」という標題を掲げ、児童労働禁止のための運動を行っている。
アメリカのブロード・メドウズ中学校では、子供には労働よりも教育が大切とのイクバルの主張のもと、パキスタンに学校を新設するために運動が開始された。
この運動にはアメリカ中の多くの学校が賛同し、当時の上院議員であったエドワード・ケネディが運動を支持したこともあって、2年間の内にアメリカ全州と世界27か国、全3000の学校がこの運動に加わり、13万ドル以上の寄付金が集まった。その寄付者の中にはジェイミー・リー・カーティスやトゥルーディ・スタイラーといった著名人の名もあり、マイケル・スタイプやエアロスミスといった有名芸能人たちも彼らを応援した。やがてイクバルの故郷パンジャーブ州で高評価を受けている人権保護団体スダールにより、同州のカスール県に「イクバルの学校」が設立された。学校へ通う子供たちは今なお労働せざるを得ない生活を送っているが、工場から通学を許可されており、労働で汚れた服装のままで通学することのないよう仕事場にシャワーが取り付けられるなど、学校設立の運動は雇用側に対しても、少しずつではあるが影響を及ぼしている。この功績によりブロード・メドウズ中学校は1995年に、イクバルと同じリーボック人権賞の「行動する若者賞」を受賞した。
その後、ブロード・メドウズ中学校は「イクバルの学校」の運営をスダールに引き継ぎ、1999年にはアメリカの他の各校と共に新たに「オペレーション・デイズ・ワークUSA（Operation Day's Work-USA）」という運動を立ち上げ、世界中の児童労働者を解放するため、世界各国のNGOに寄付活動を行なっている。その後もアメリカでは、14の学校の約千人の生徒たちが、イクバルのような児童労働の反対のために活動しており、その活動はパキスタンのみならずハイチ、エルサルバドル、ネパール、バングラデシュ、ベトナム、エチオピア、ルワンダにも広がっている。

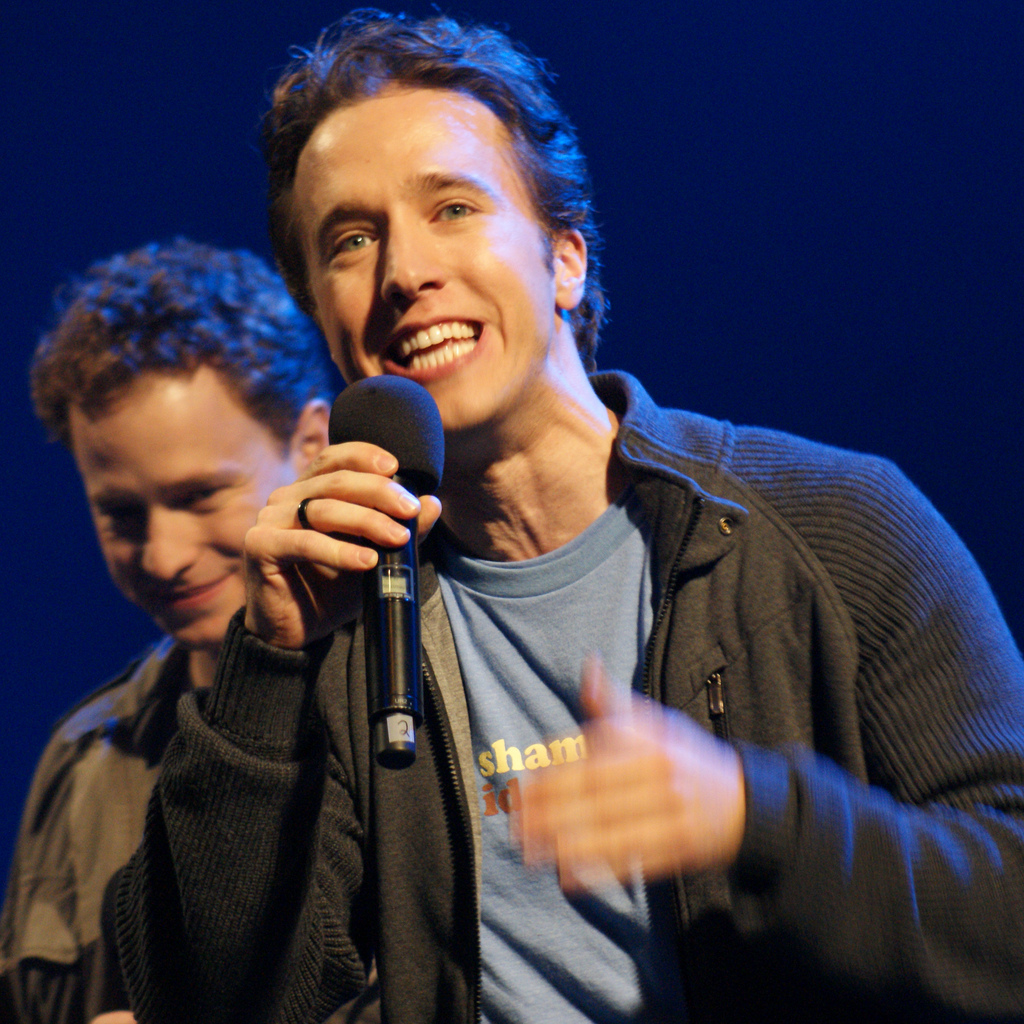
クレイグ・キールバーガー

カナダの活動家であるクレイグ・キールバーガーは、イクバルの死の当時、奇しくも同じ12歳であり、自宅で偶然読んだ新聞で、同い年の少年の死とその境遇に衝撃を受け、やがて児童労働防止運動に身を投じることを決意した。パキスタンにわたって自らの目で児童労働の実態を確かめ、イクバルの墓前で、彼の遺志を引き継ぐことを誓った。後に彼に共感した学友たちと共に、子供の人権を守るグループとしてフリー・ザ・チルドレンが結成され、やがてこれが世界最大級の子供主体の国際NGOへと成長することとなった。この組織は21世紀においても、世界中の子供を労働から解放するために活動し続けている。

### その他

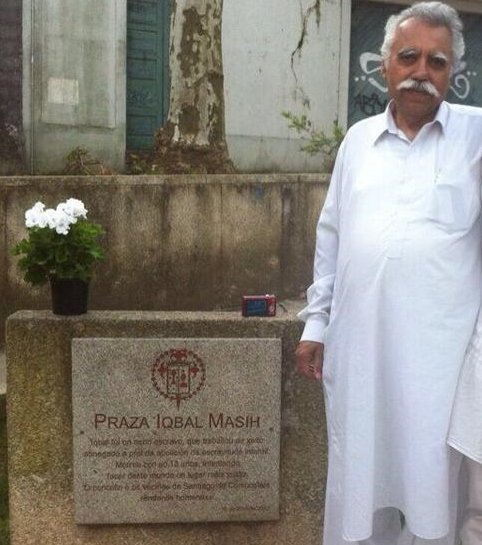
サンティアゴ・デ・コンポステーラの広場を訪れるイーシャーン・ウラー・カーン

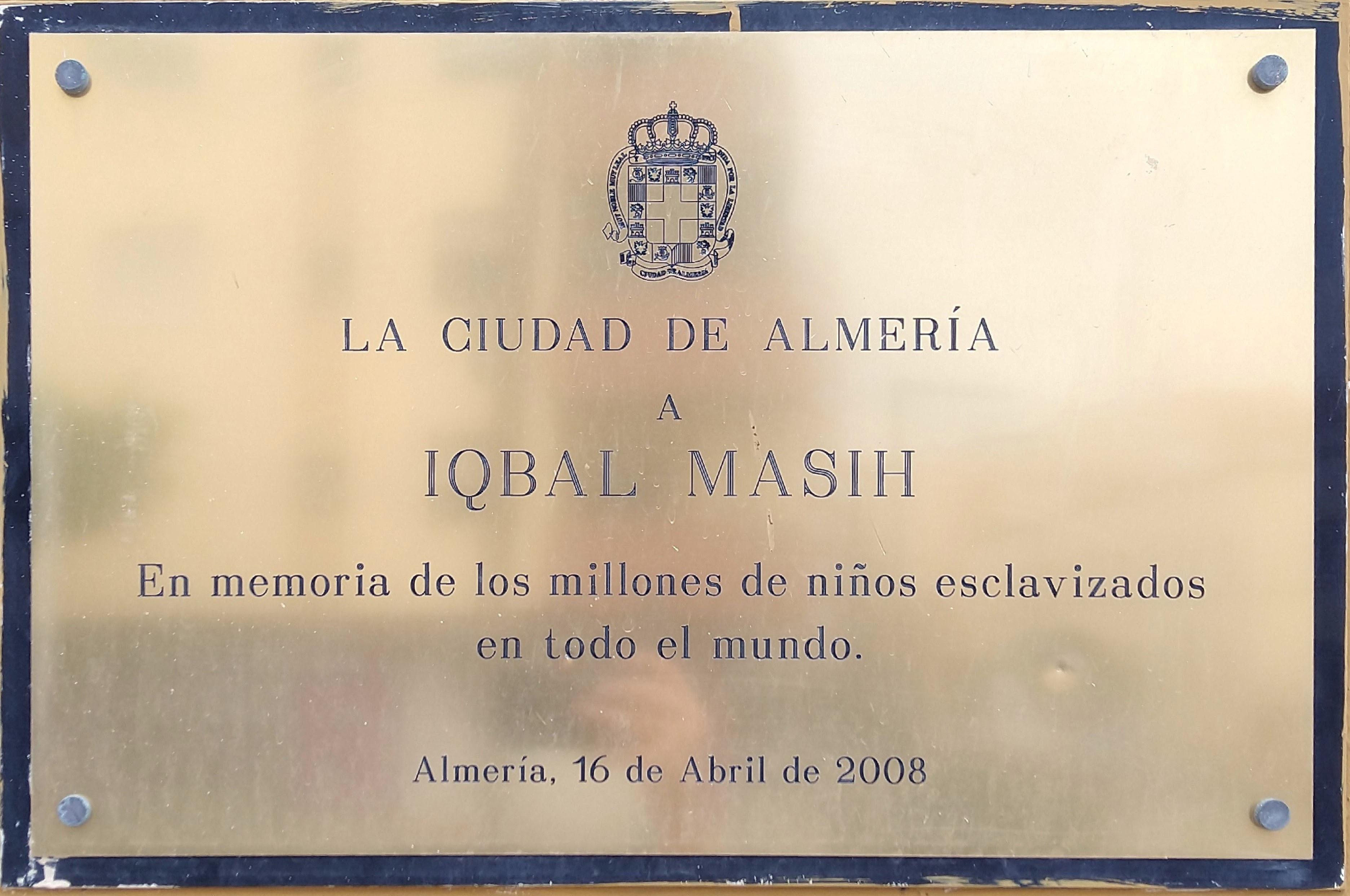
アルメリアの記念プレート

BLLFのカーン代表は、「反政府的な動きを煽り、パキスタンに対して経済戦争をしかけた」と見なされて罪に問われた。これは有罪との判決が下されれば死刑となる罪である。BLLFでは警察により書類や備品が押収され、会計士とボランティアのスタッフが逮捕された。弁護士ですらこの2人と話すことを禁じられたが、国際人権NGOであるアムネスティ・インターナショナルが逮捕に抗議することで、ようやく釈放に至った。
イクバルの死は、パキスタンの児童労働問題の深刻さを世界中にアピールすることとなった。さらにパキスタンのみならず、児童労働の告発に対する報復と見られたことで、南アジア全体の児童労働問題が世界の注目を集めるきっかけにもなった。国際的な市民社会組織ソリダリダッドでは、イクバルが児童労働解放の象徴とされ、彼の命日である4月16日が「国際児童虐待デー」と制定された。2002年には国際労働機関（ILO）で、児童労働を撲滅する必要性を世界に訴えるために、6月12日を児童労働反対世界デーと制定された。
2014年には、児童労働解放などの功績によりノーベル平和賞を受賞したインドのカイラシュ・サティーアーティが、授賞式のスピーチでイクバルについて言及し、彼を讃えた。
2017年時点では、イタリアのミラノの国立総合学院、トリエステの学校、スペインのアルメリアの記念プレート、コルドバのイクバル像、サンティアゴ・デ・コンポステーラの広場、グラン・カナリア島の公園など、イクバルの名を記念した学校、広場、通り、公園、彫像が世界各国に存在するに至っている。

## 年齢の異説
イクバルの没年齢が12歳だとする説は、BLLFのカーン代表が報道に対して説明したものだが、実際にはイクバルはもっと年上だったとする別説もある。
リーボック人権賞の受賞時には、イクバルは11歳と報道されたが、その際にイクバルの家族を知っている者たちが、イクバルの年齢はもっと上と言い出した。屋内で長時間の労働を強いられてほとんど日光を浴びることができない上、食事も不十分で栄養不足から成長が遅れ、外見が実年齢よりも幼く見えることは、南アジアではよく見られる。ただしイクバルの場合は労働環境によるものではなく、父方の親戚が小人症だったことによる遺伝的なものとする説もある。
先述のクレイグ・キールバーガーが1995年にパキスタンで調査した際には、イクバルの母は、イクバルの労働は6歳からと語っている。労働開始が1986年であることは多くの者の間で一致しているため、そのとき6歳なら、没年齢は14歳か15歳の計算になる。ただしキールバーガーがパキスタンを含む南アジアで取材した多くのケースでは、文盲の多くの者が実子の正確な年齢すら知らなかったという事情がある。またパキスタン人権委員会の報告書によれば、イクバルの母が「イクバルが16歳で死んだ」と証言したとある。これらのことからキールバーガーは、イクバルの没年齢が12歳よりもっと上であることは確かと見ている。
また、イクバルが洗礼を受けたラホールの聖フランシス教会にある洗礼証明書によれば、イクバルの生年月日は1976年4月4日とあり、これが事実であれば、イクバルの没年齢は19歳との計算になる。しかしイクバルの郷里であるムリドゥケの教会では、イクバルは4歳から5歳頃から10年間、教会に来ていたとの証言があり、洗礼証明書による年齢とは矛盾する。またイクバルがスウェーデンへ渡った際に、同国の著名な小児科医が小人症とみられるイクバルを診察し、骨年齢などをもとに11歳と断定しており、この診察結果はラホール高等裁判所に報告されている。
キールバーガーの調査では、年齢についての真相は明らかになっていないが、キールバーガーは、年齢が何歳だったかは大した問題ではなく、イクバルが子供たちを労働から解放しようとしていた活動を、自分らが引き継ぐことのほうが重要だと語っている。

## 年譜
- 1982年 - パキスタンのパンジャーブ州ムリドゥケ村（英語版）で誕生[4][注 2]。
- 1986年 - 4歳にして絨毯工場での労働者となる[8]。
- 1992年2月 - パキスタンの民間組織である債務労働解放戦線（英語版）[注 4]の集会に参加[16]。
- 1993年 - 債務労働から解放され[7][32]、児童労働禁止活動に身を投じる[15]。
- 1994年春 - ノルウェーのオスロでスウェーデン産業組合の記者会見に出席[22]。
- 1994年11月 - スウェーデンで開かれた国際労働機関の会議を訪れ、労働体験について語る[16][23]。
- 1994年12月 - リーボック人権賞（英語版）授賞のためにアメリカにわたり、ブロード・メドウズ中学校（英語版）の生徒たちと交流[36]。
- 1994年12月 - リーボック人権賞を受賞[37]。
- 1994年12月 - アメリカン・ブロードキャスティング・カンパニーのテレビ番組『ABCニュース』で「今週の人」に選ばれ、インタビューを受ける[37]。
- 1995年4月16日 - 銃殺により12歳で死去[注 2]。

- 1996年2月 - ハリウッドを拠点とするインド人のプロデューサー、スレシュ・バルマが、イクバルの物語の映画化のための活動中に「インドのスパイ」「パキスタンに対する経済戦争への道を開こうとした」「我が国の絨毯産業を妨害する目的でインドの情報当局が送り込んだ手先」とされて、パキスタンの連邦捜査局（FIA）に刑事訴追される[72]。
- 1998年 - イタリアのトリエステに総合教育機関が設立され、イクバルの名に因んで「Istituto Comprensivo Iqbal Masi」と命名される[73]。
- 2000年12月 - フランス映画『イクバル（フランス語版）』が公開[74]。
- 2009年 - アメリカで「児童労働撤廃のためのイクバル・マシー賞（Iqbal Masih Award）」が設立される[75]。
- 2012年4月16日 - スペインのサンティアゴ・デ・コンポステーラに、イクバルの名を記した広場が設置される[71]。
- 2014年 - ノーベル平和賞受賞者であるインドのカイラシュ・サティーアーティが、授賞式のスピーチでイクバルを讃える[70]。
- 2015年 - イタリアとフランスの合作によるアニメーション映画『Iqbal - Bambini senza paura|』が公開[76]。2017年4月、イタリアのアニメーション作品イベント「Cartoons on the bay」で同映画が最優秀長編アニメーション映画賞を受賞[77]。
- 2016年4月 - イタリアのシチリアで、ラグビーのトーナメント「X Iqbal Masih Rugby Tournament」が開催[78]。
- 2019年3月 - 日本の和歌山県橋本市の和歌山県立橋本高等学校演劇部OBの大学生たちによる「劇団まさし部」が、イクバルの物語を舞台化した作品『ペンを下さい』を、和歌山市隅田町の和歌山市東部コミュニティセンターで上演[79]。